# 上中田念仏道場
上中田念仏道場（かみなかだねんぶつどうじょう）は、富山県南砺市（旧上平村）上中田地区に存在した真宗大谷派の寺院（廃寺）。
かつては上中田地区の念仏道場であったが、平成に入ってから同上平村内の小原地区に移築され、県指定文化財とされている。

## 概要
中田集落は五箇山の中でも赤尾谷に属し、古くは単に「中田村」と呼ばれていたが、後に「上中田村」と呼ばれるようになった地区である。
室町時代の後半、文明年間に本願寺8代蓮如が越前国吉崎御坊に滞在したことにより、北陸地方で真宗門徒が急増し、五ヶ山地方にも本格的に真宗が広まりつつあった。最初に五箇山地方に教線を伸ばしたのは越前国の和田本覚寺で、中田も含め赤尾谷のほとんどの寺院は本覚寺下の道場として始まっている。
「新屋道場由来記」によると、中世の赤尾谷地域は（1）平瀬氏の治める新屋を中心とした庄川東岸一帯、（2）角淵氏の治める西赤尾を中心とした庄川西岸南部一帯、（3）高桑氏の治める漆谷を中心とした庄川西岸北部一帯、の三地域に分かれていたという。
道宗ゆかりの新屋道場（後の道善寺）は庄川東岸一帯を支配した平瀬氏の勢力圏を継承しており、当初は新屋・真木・上野・中田・田ノ下・菅沼の諸村に門徒を有していた。その後、享保年間（1716年-1736年）に上野村と中田村が新屋道場から独立して共同の道場を持つようになり、これが上中田念仏道場の起源となる。
現在の上中田念仏道場の本堂は、文化3年（1806年）から翌4年（1807年）にかけて、集落総出で竹の松明をともして日夜問わず作業を進め、88日で建てられたという。また、上中田で伐採された欅の大木で赤尾の寺（行徳寺）と新屋道場・中田道場の太鼓の胴を作ったとも伝えられる。
しかし近現代に入ると上中田集落の過疎化が進み、平成7年（1995年）に同じ上平村内の小原集落の尻﨑に解体移築されることとなった。創建当初の姿をよく残し、五箇山における道場の典型例として貴重な建造物であることを踏まえ、平成10年（1998年）2月25日に上平村の有形文化財に指定されている。南砺市への合併後も引き続き市の文化財に指定され、現在は「南砺市民謡の里」の一部となっている。

## 五箇山の本覚寺下道場
上述したように上中田念仏道場は越前国和田本覚寺下の道場として始まった寺院であり、周辺の赤尾谷・上梨谷のほとんどの寺院も元は本覚寺下道場であった。戦国時代に本覚寺下道場であった道場は、本願寺の東西分派時に東方の小松本覚寺と、西方の鳥羽野万法寺にそれぞれ別れ、これが現代まで引き継がれている。
| 戦国時代             | 戦国時代 | 江戸時代               | 江戸時代   | 近現代                 | 近現代         |
| -------------------- | -------- | ---------------------- | ---------- | ---------------------- | -------------- |
| 越前国 和田 本覚寺下 | 小原道場 | 越前国 鳥羽野 万法寺下 | 小原道場   | 福井県 鯖江市 万法寺下 | 小原道場       |
| 越前国 和田 本覚寺下 | 細島道場 | 越前国 鳥羽野 万法寺下 | 細島道場   | 福井県 鯖江市 万法寺下 | 細島道場       |
| 越前国 和田 本覚寺下 | 相倉道場 | 越前国 鳥羽野 万法寺下 | 相倉道場   | 福井県 鯖江市 万法寺下 | 相倉道場       |
| 越前国 和田 本覚寺下 | 漆谷道場 | 越前国 鳥羽野 万法寺下 | 漆谷道場   | 福井県 鯖江市 万法寺下 | 漆谷道場       |
| 越前国 和田 本覚寺下 | 中畑道場 | 加賀国 小松 本覚寺下   | 中畑道場   | 中畑本教寺             | 中畑本教寺     |
| 越前国 和田 本覚寺下 | 中畑道場 | 加賀国 小松 本覚寺下   | 見座道場   | 見座見覚寺             | 見座見覚寺     |
| 越前国 和田 本覚寺下 | 上梨道場 | 加賀国 小松 本覚寺下   | 上梨道場   | 上梨円浄寺             | 上梨円浄寺     |
| 越前国 和田 本覚寺下 | 皆葎道場 | 加賀国 小松 本覚寺下   | 皆葎道場   | 皆葎皆蓮寺             | 皆葎皆蓮寺     |
| 越前国 和田 本覚寺下 | 楮村道場 | 加賀国 小松 本覚寺下   | 楮村道場   | 楮村聖光寺             | 楮村聖光寺     |
| 越前国 和田 本覚寺下 | 新屋道場 | 加賀国 小松 本覚寺下   | 新屋道場   | 新屋道善寺             | 新屋道善寺     |
| 越前国 和田 本覚寺下 | 新屋道場 | 加賀国 小松 本覚寺下   | 上中田道場 | 上中田念仏道場         | 上中田念仏道場 |
| 越前国 和田 本覚寺下 | 赤尾道場 | 赤尾行徳寺             | 赤尾行徳寺 | 赤尾行徳寺             | 赤尾行徳寺     |
| 越前国 和田 本覚寺下 | 下嶋道場 | 赤尾行徳寺下           | 下嶋道場   | 赤尾行徳寺下           | 下嶋道場       |